# أبيمديون ألبي
الأبيمديون الألبي أو عُشْبَة العَنْزَة أو عُشْبَة المَاعِز أو عُشْبَة التَيْس الشَبِق أو أَجْنِحَة الجِنِّية أو قبعة الأسقف (الاسم العلمي: Epimedium alpinum) هو نوع من النباتات يتبع جنس الأبيمديون من الفصيلة البرباريسية.

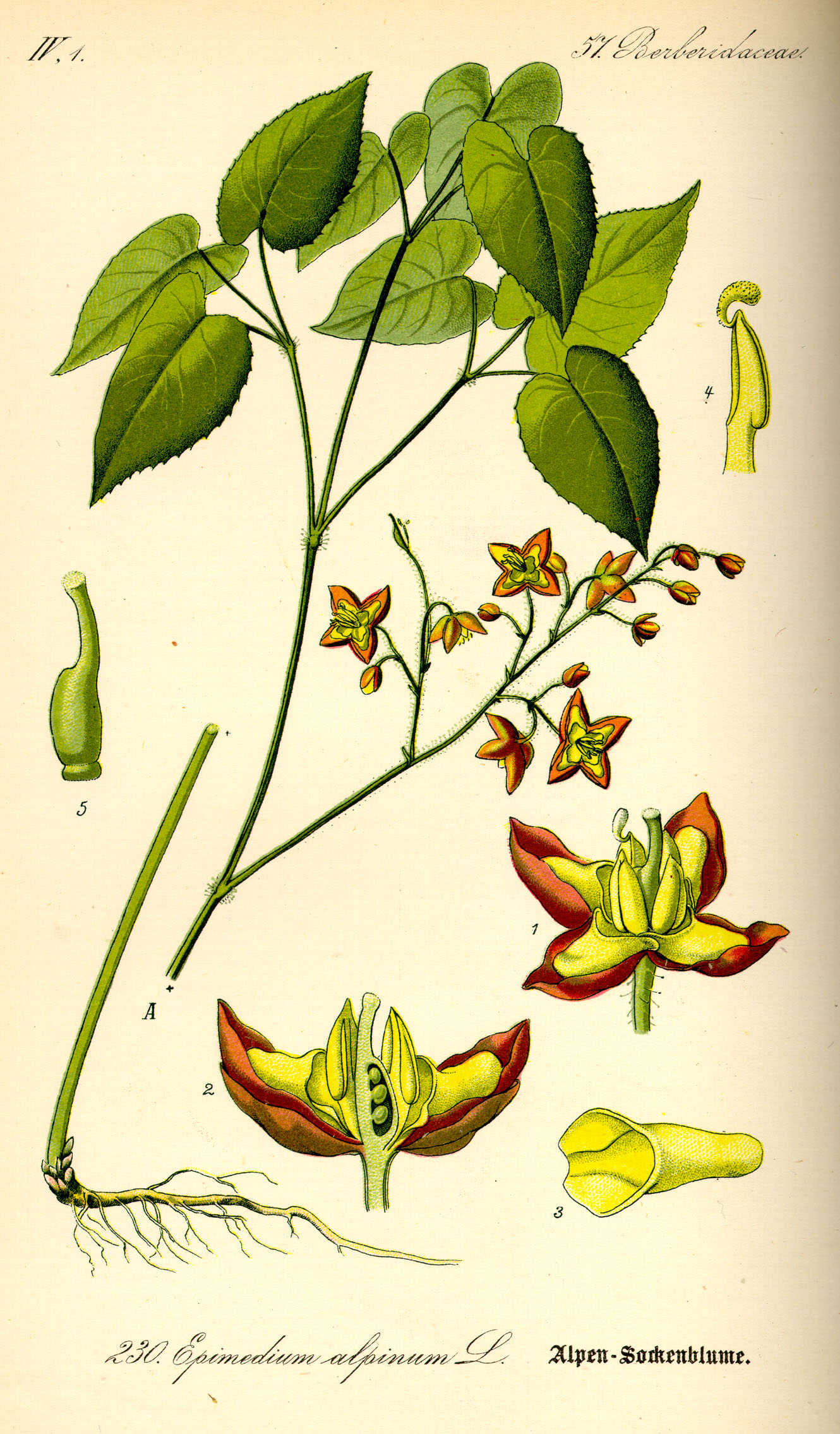
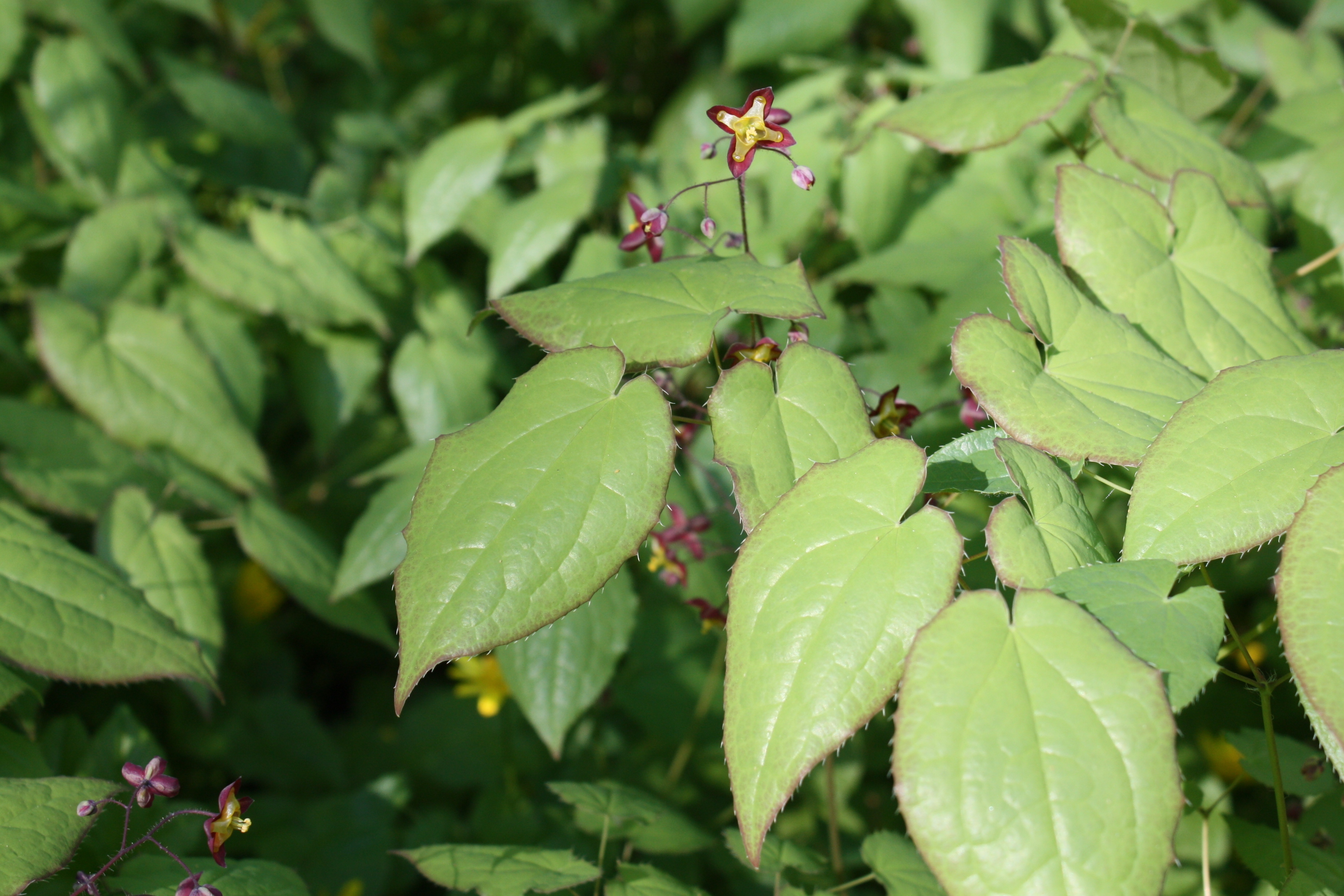
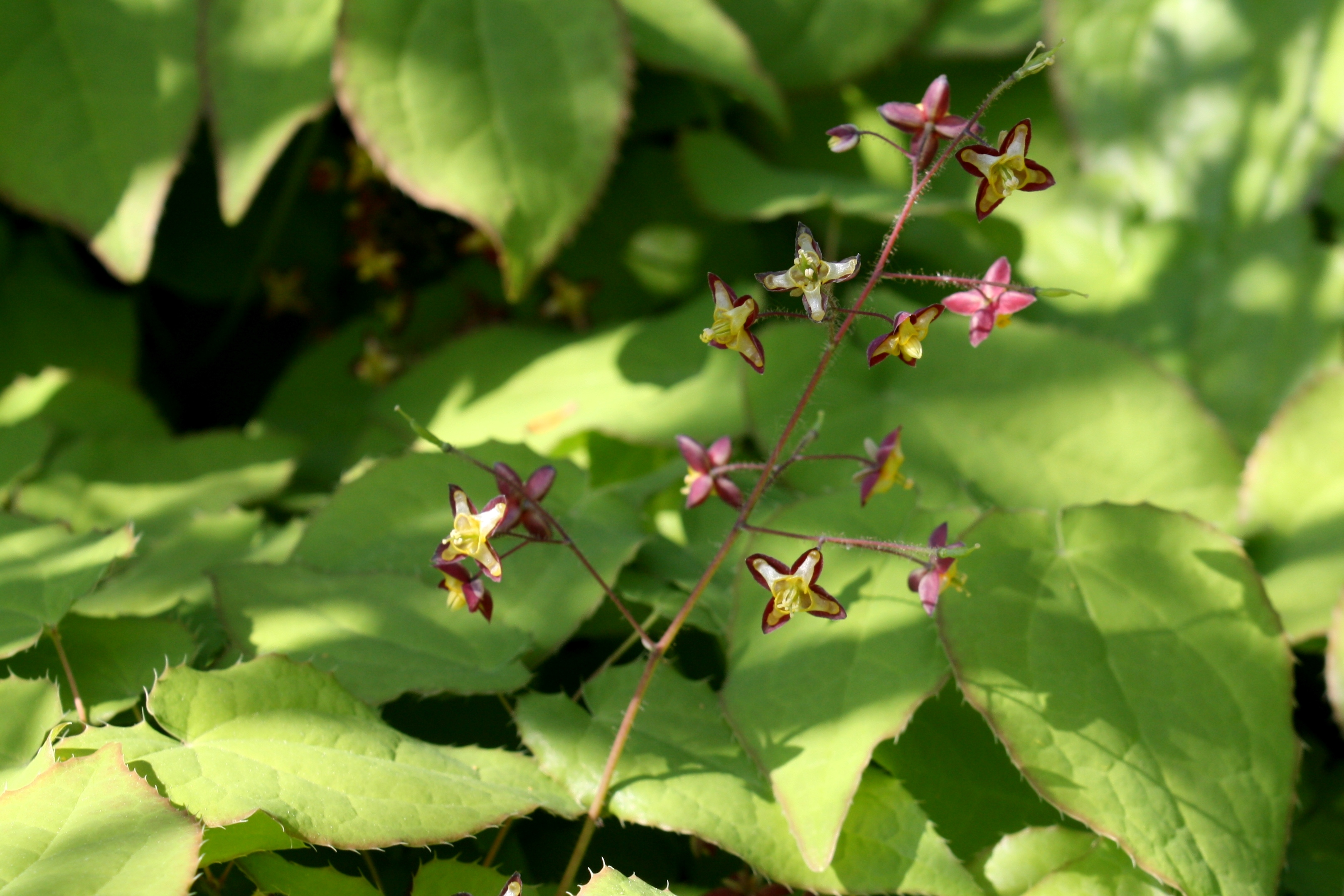
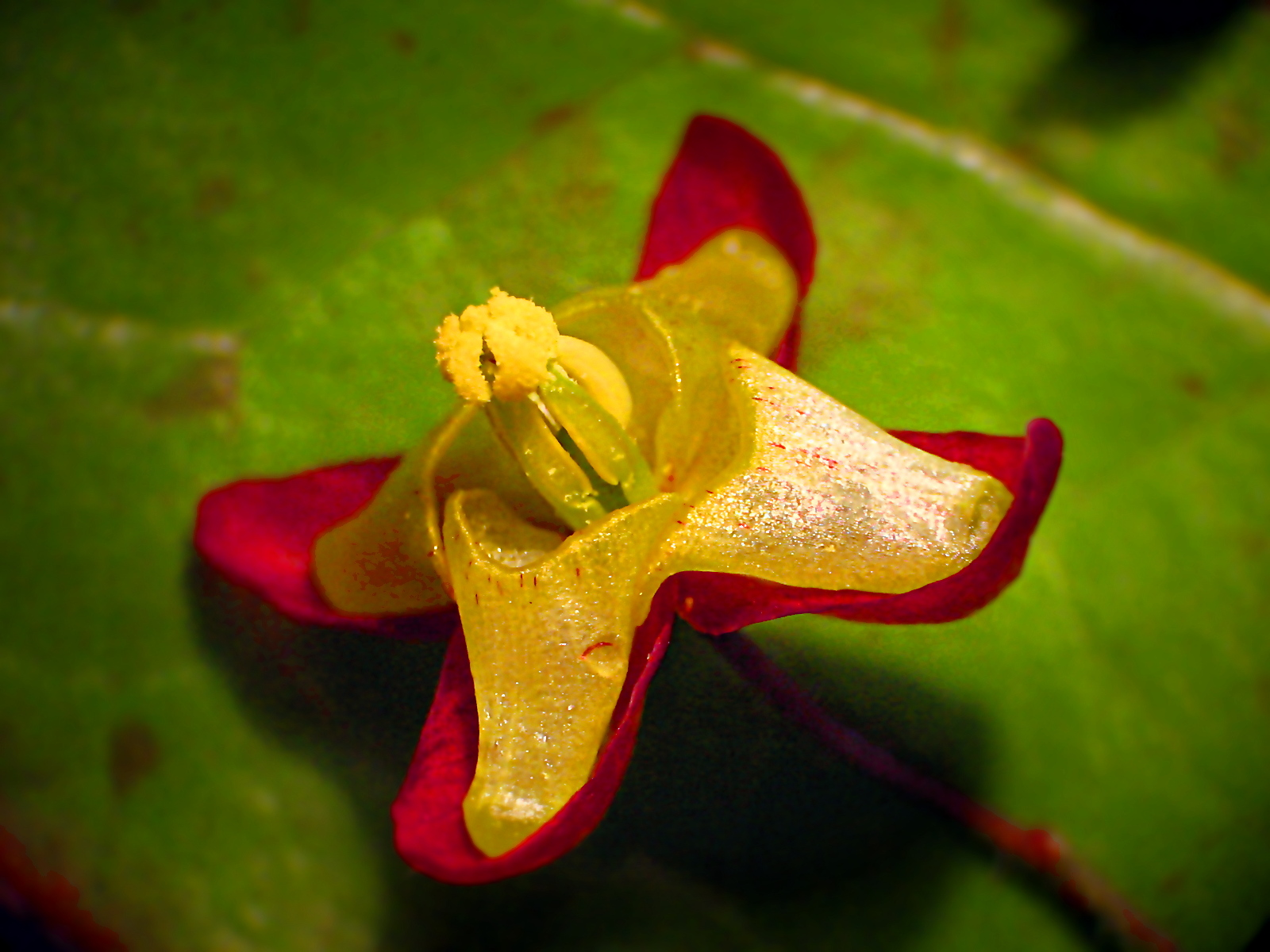